# The Tony Bennett/Bill Evans Album
The Tony Bennett Bill Evans Album es un álbum de estudio del cantante estadounidense Tony Bennett, con el pianista de jazz de la misma nacionalidad Bill Evans. Grabado en junio de 1975 y publicado en dicho año, es su primera colaboración hasta Together Again (álbum de Tony Bennett y Bill Evans) (1977). Su producción estuvo a cargo de Helen Keane. William Ruhlmann del sitio Allmusic le dio cuatro estrellas y media de cinco y opinó positivamente, mientras que C. Michael Bailey de All About Jazz también dio una crítica positiva.

## Lista de canciones
1. «Young and Foolish» (Albert Hague, Arnold B. Horwitt) – 3:54
2. «The Touch of Your Lips» (Noble) – 3:56
3. «Some Other Time» (Bernstein, Comden, Green) – 4:42
4. «When in Rome» (Coleman, Leigh) – 2:55
5. «We'll Be Together Again» (Carl T. Fischer, Frankie Laine) – 4:38
6. «My Foolish Heart» (Ned Washington, Victor Young) – 4:51
7. «Waltz for Debby» (Evans, Lees) – 4:04
8. «But Beautiful» (Burke, Van Heusen) – 3:36
9. «Days of Wine and Roses» (Mancini, Mercer) – 2:23

- Fuente:[1]